# Siegmund Prillwitz
Siegmund Prillwitz (* 11. April 1942) ist ein deutscher Linguist und Begründer des Instituts für Deutsche Gebärdensprache und Kommunikation Gehörloser der Universität Hamburg.

## Leben
Nach einem Studium der Germanistik untersuchte Prillwitz ab 1971 die Probleme des Spracherwerbs Gehörloser. Er sah die damals an deutschen Gehörlosenschulen gewollt nicht unterrichtete Gebärdensprache als relevant für die Kommunikation Gehörloser an und untersuchte und beschrieb als erster die Deutsche Gebärdensprache (DGS) mit sprachwissenschaftlichen Methoden.
1987 begründete Prillwitz an der Universität Hamburg das Zentrum für Deutsche Gebärdensprache und Kommunikation Gehörloser, welches 1993 zu einem eigenständigen Institut am Fachbereich Sprachwissenschaften wurde. Als Leiter des Instituts setzte er sich für die Anerkennung der Gebärdensprache als Minderheitensprache und gegen den Oralismus ein. Er ging im September 2005 in den Ruhestand.